# Rudolf von Jhering

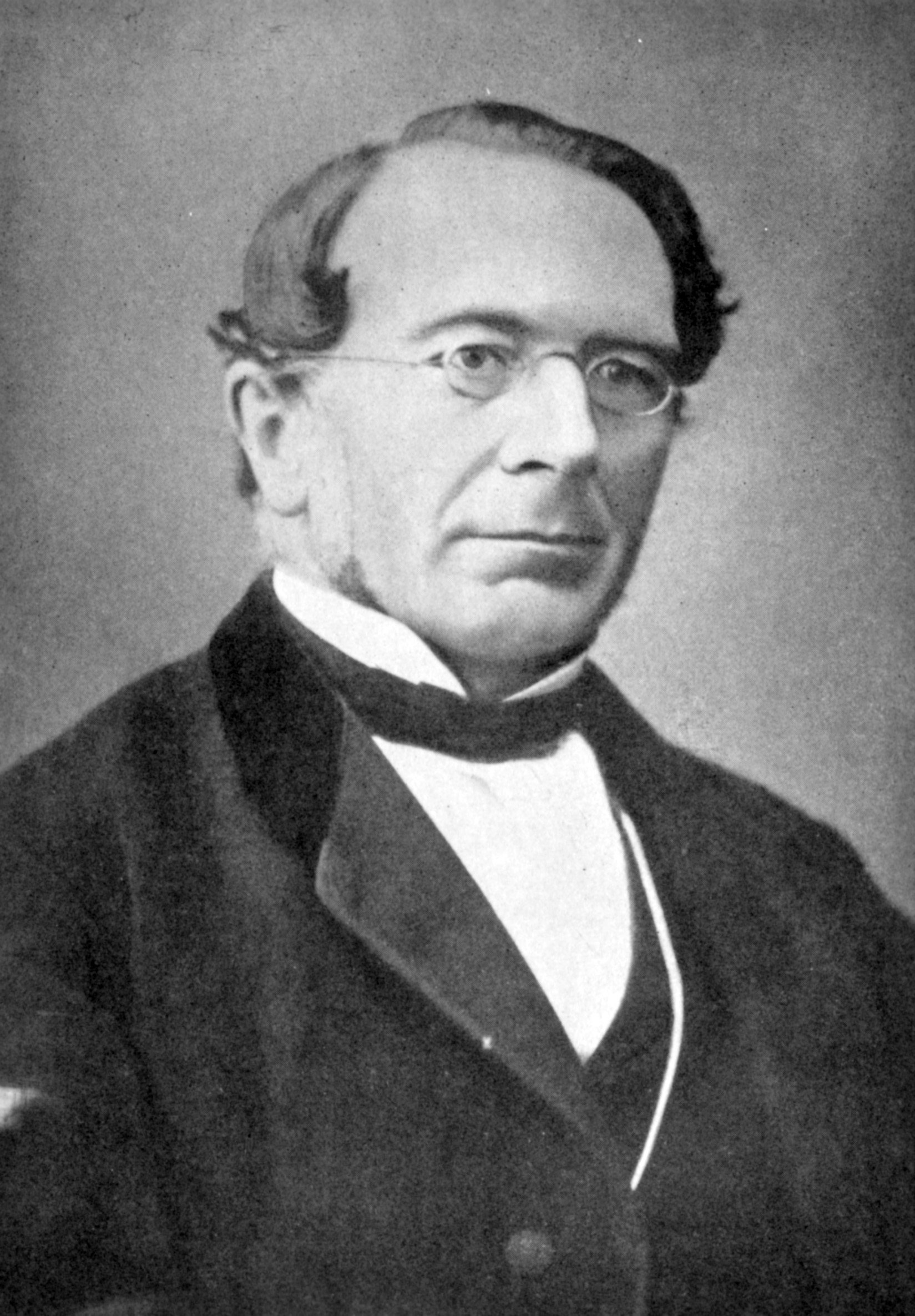
Rudolf von Jhering

Rudolf von Jhering (Aurich, 22 augustus 1818 - Göttingen, 17 september 1892) was een Duits jurist. Hij doceerde Romeins recht in Giessen, aan enkele andere universiteiten en ten slotte in Göttingen. Zelf schreef hij zijn naam soms als Rudolph, maar tegenwoordig is Rudolf gebruikelijker. Ook de verouderde spelling Ihering komt nog voor.

## Publicaties
Naast een belangrijk werk over Der Geist des römischen Rechts auf der verschiedenen Stufen seiner Entwicklung (De geest van het Romeinse recht in de verschillende stadia zijner ontwikkeling) publiceerde hij vooral over rechtstheoretische onderwerpen. In zijn denken trad in de loop der jaren een duidelijke ontwikkeling op. Aanvankelijk lag bij hem de nadruk op een rechtshistorische benadering, later op een rechtssociologische.
In zijn latere werk betoogde hij dat het recht de individuele en de maatschappelijke belangen dient te beschermen door samenspel en beperking van de mogelijkheid van conflicten. Daarbij kende hij veel betekenis toe aan de praktische bruikbaarheid van regels, meer dan aan theoretische beschouwingen. Hij zette dit uiteen in Der Zweck im Recht (Het doel van het recht), een werk dat onvoltooid bleef maar wel gepubliceerd werd.
Hij introduceerde nieuwe begrippen zoals een onderscheid tussen positief en negatief belang en mogelijke aansprakelijkheid bij het veronachtzamen van te respecteren belangen van de wederpartij bij onderhandelingen, 'culpa in contrahendo' (schuld bij contractsluiting). Deze begrippen zijn ook in het huidige Duitse recht (evenals in het Nederlandse) terug te vinden.

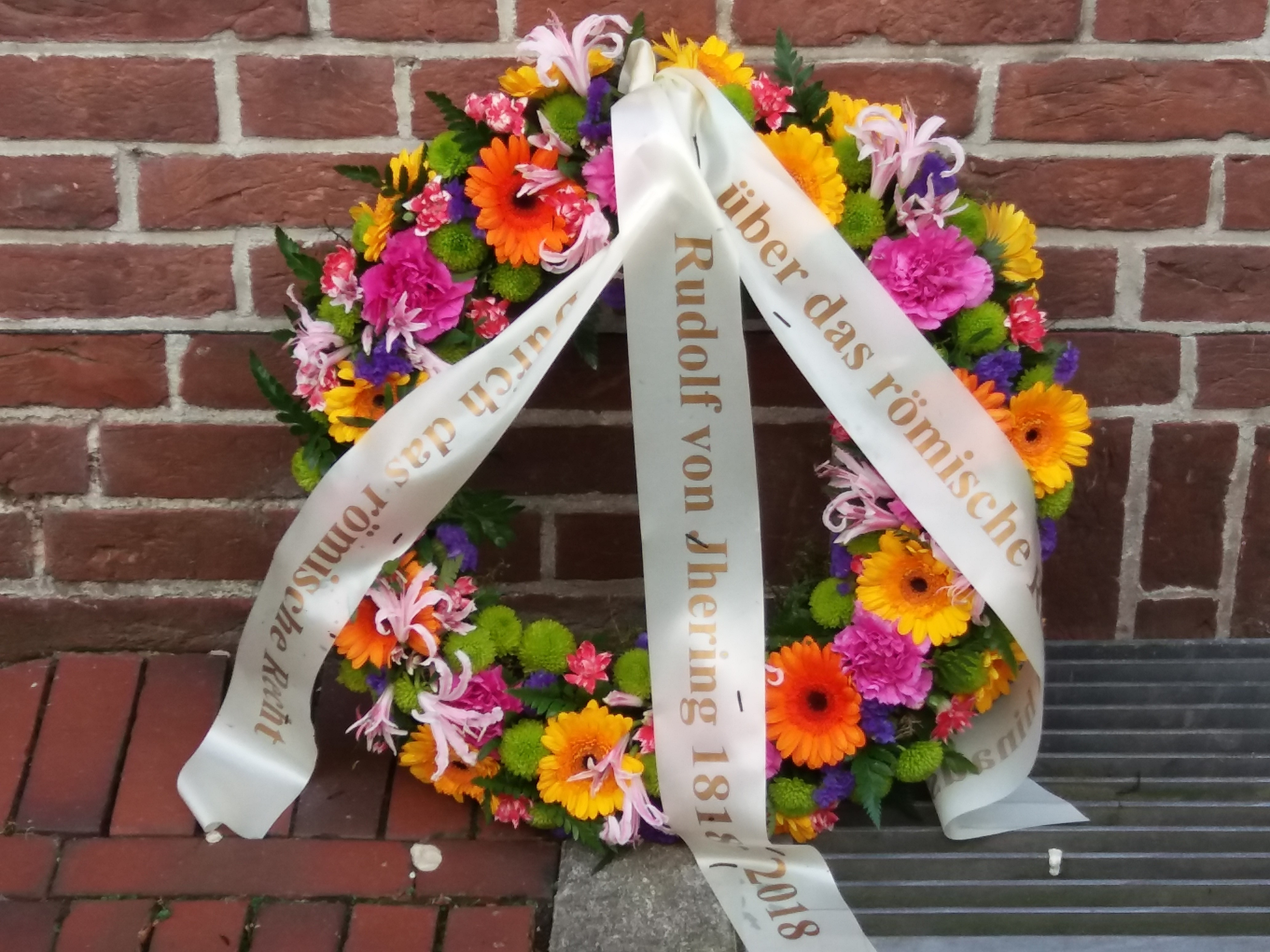
Bloemen ter herinnering aan het leven en werk van Rudolf von Jhering 1818-2018.

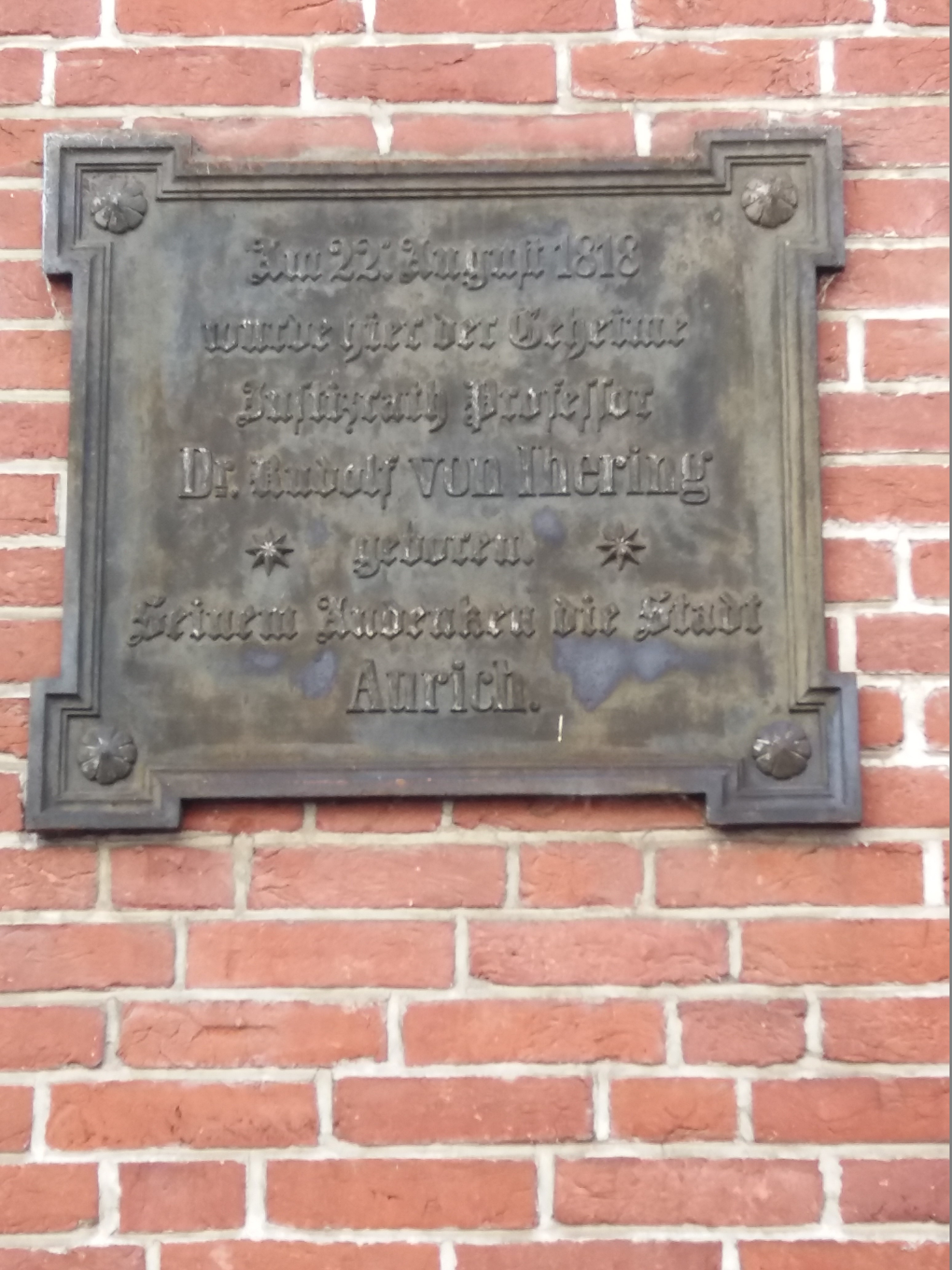
Plaquette aan de muur van het pand dat nu staat op de locatie van Rudolf von Jhering's geboortehuis te Aurich.

In oktober 2018 is er door diverse Romeins-Rechtshistorici stil gestaan bij het leven en werk van Rudolf von Jhering. 